# Wilhelm Bruns

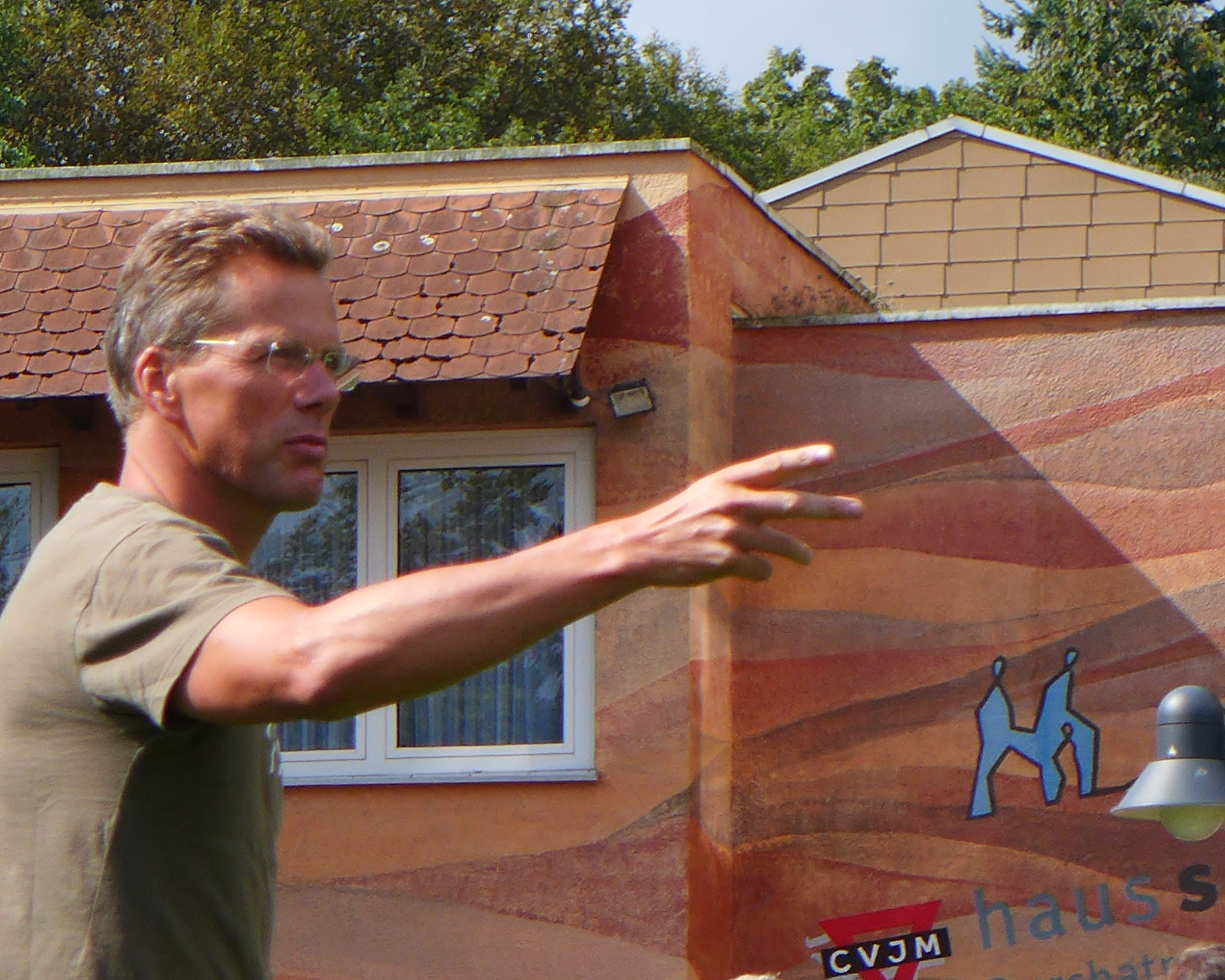
Wilhelm Bruns organisiert öffentliche Generalprobe zum Konzert der Naturhorn-Bläser in Dassel am Haus Solling

Wilhelm Bruns (* 1963 in Greven) ist ein deutscher Hornist, Kammermusiker, Dozent und Spezialist auf dem Naturhorn.

## Werdegang
Bruns begann seine musikalische Laufbahn 1973 als Jagdhornbläser auf dem Parforcehorn und studierte dann bei Hermann Baumann an der Folkwang-Hochschule in Essen. Dabei beschäftigte er sich vor allem auch mit der Interpretation Alter Musik sowie mit dem Naturhorn, das Baumann wieder in den musikalischen Alltag eingeführt hatte.
Als Solist wie als Kammermusiker spielte er in der Folgezeit in zahlreichen Orchestern und Ensembles, darunter bei Concentus Musicus Wien, Cappella Coloniensis, La Stagione Frankfurt, Amsterdam Baroque, Akademie für Alte Musik Berlin, Neue Düsseldorfer Hofmusik, Rebel (New York) oder Württembergisches Kammerorchester Heilbronn.
1985 gründete er zusammen mit weiteren Naturhorn-Spezialisten die Deutschen Naturhorn Solisten, die 2002 mit den Hornkonzerten von Georg Philipp Telemann die Auszeichnung des Echo Klassik Preises für die beste Konzerteinspielung des Jahres erhielten.
Bruns war Stipendiat der Studienstiftung des Deutschen Volkes und gewann beim Naturhorn-Wettbewerb 1987 in Bad Harzburg den ersten Preis.
Seit 1988 ist er Solohornist am Nationaltheater Mannheim, daneben ist er Dozent für Naturhorn an der Akademie Mannheimer Schule.
1993 organisierte er zusammen mit Oliver Kersken das Internationale Naturhorn Festival in Essen.
1998 führte Bruns die e-moll-Messe von Anton Bruckner zusammen mit dem RIAS Kammerchor auf einem alten Kruspe-F-Horn auf und bläst seither alle Opern und Konzerte, die nicht mit dem Naturhorn ausgeführt werden, mit einem Wiener Horn.
Ab 2000 war er Lehrbeauftragter für Naturhorn an der Musikhochschule Frankfurt und Saarbrücken, an der Hochschule für Musik „Hanns Eisler“ Berlin und der Hochschule für Musik Karlsruhe, sowie bei den dortigen Händelfestspielen.
2003 gründete Bruns die Internationale Naturhorn Akademie in Ungstein, einem Ortsteil von Bad Dürkheim, die dort unter seiner Leitung bis 2018 bestand. Im Januar 2006 erschien eine mehrfach ausgezeichnete Einspielung der Hornkonzerte von Wolfgang Amadeus Mozart und 2010 eine weitere mit denen von Joseph Haydn.
2013 war er zum ersten Mal in China als Solist und Lehrer mit dem Naturhorn unterwegs. Aber auch in Deutschland ist Bruns auf verschiedenen Workshops und Musikfestivals wie u. a. den Walkenrieder Kreuzgangkonzerten seit vielen Jahren zu Gast.

## Publikationen
- Jagdliche Musik (Musikdruck), Hrsg. Wilhelm Bruns (Robert Ostermeyer Verlag, Leipzig)[8]
- Anton Reicha: 24 Trios op. 82 für drei Hörner / Partitur & Stimmen, Hrsg. W. Bruns (Robert Ostermeyer Verlag, 2003)
- Übungen und technische Studien für Parforcehorn / Übungs CD mit Notenheft

## Diskografie (Auswahl)
- Hummel, Ibert, R. Strauss, Hoffmeister, Zimmermann: Kammermusik für Bläser / Studenten d. Folkwang-Hochschule Essen (Westd. Kreditbank Köln, 1986)[9]
- Johann Ludwig Krebs: Clavier-Übung & complete works for organ and instrument obbligato (Dabringhaus und Grimm, 2000)
- W. A. Mozart: Horn Concertos K 417, K 447, K 495 und Horn Quintet K 407[10] / W. Bruns, Mannheimer Mozartorchester, Quadriga-Quartett,[11] (Profil Medien, 2005)
- Joseph Haydn: Symphony No. 31 und Horn Concertos Nos. 1 & 2 / Heidelberger Sinfoniker, W. Bruns auf dem Naturhorn (SCM-Verlag, 2010)
- Joseph Haydn: Divertimenti u. a. auf historischen Instrumenten / Abegg Trio, W. Bruns, Tilman Schärf (Tacet, 2011)
- Rochard, Tyndare,[12] Sombrun, Cantin: La Fete de Saint Hubert (Hubertusmessen)
- Gustave Rochard, Charles Tyndare, Albert Sombrun, Jules Cantin: La Fete de Saint Hubert, Hornstimmen / Neufassung der vollständigen Messen von Johannes Matthias Michel (Orgel), W. Bruns (Horn)
- Musique de chasse (Französische Jagdmusik), Anton Richter: Hornquartett, Harry Höfer: Messe Nr. 1
- Carl Oestreich: Trios und Quartette / Deutsche Naturhornsolisten, W. Bruns
- Georg Philipp Telemann: Concerti und Ouvertüren für Hörner und Orchester / Neue Düsseldorfer Hofmusik, Deutsche Naturhornsolisten, W. Bruns
- Georg Friedrich Händel: Concerti a due cori Werke für 4 Hörner und Orgel / Deutsche Naturhornsolisten, W. Bruns, Franz Raml (Orgel)
- Anton Reicha: 24 Trios op. 82 / Deutsche Naturhornsolisten, W. Bruns
- Parforcehorn-Ensemble „Les Amazones“: Debut
- Franz Danzi: Sonaten für Horn und Klavier / W. Bruns (Horn), Lars Jörnsson (Hammerklavier)